# Il Nero – Haß war sein Gebet
Il Nero – Haß war sein Gebet (Originaltitel: L'odio è il mio Dio) ist ein von Regisseur und Schauspieler Claudio Gora inszenierter Italowestern. Gedreht wurde in und um Rom an bekannten Filmkulissen.

## Handlung
Als Vincent noch ein kleiner Junge war, wurde sein Bruder fälschlicherweise eines Verbrechens bezichtigt und öffentlich gehängt. Verantwortlich dafür sind drei Machtmenschen aus dem Ort Big Springs, von denen einer jetzt auf der großen Farm des Ermordeten wohnt. Als Erwachsener kehrt Vincent zurück, um Rache zu nehmen. Ein geheimnisvoller Fremder, der die Zustände in der Stadt gut kennt, unterstützt ihn dabei. Als die ersten beiden durch Vincents Messer gestorben sind, engagiert der letzte Täter panisch den Berufskiller Sweetly, der die beiden Rächer töten soll. Sweetly kann Vincent gefangen nehmen und wird von Il Nero, den er als alten Todfeind erkennt, zum Duell gefordert und erschossen. Der befreite Vincent tötet den letzten Schuldigen und verlässt gemeinsam mit Il Nero die Stadt, deren Bewohner erfreut über das Ende der Verbrecherherrschaft reagieren.

## Kritik
Während das Lexikon des internationalen Films „routiniert inszenierter, rauher Italowestern“ resümiert, findet Ulrich P. Bruckner in seinem Standardwerk zum Genre, er sei ein „ziemlich bizarres und langatmiges Machwerk“ Auch die italienische Kritik ging hart ins Gericht: „Ein Western ohne jedes Maß und Charakterisierung, mit falscher und konventioneller Ausstattung, erzwungener Effekthascherei und wirrem Schnitt.“

## Bemerkungen
Der Film wurde am 23. Mai 1969 in Deutschland uraufgeführt und startete fünf Tage später dann in Italien. Die Originallänge wird mit 110 Minuten angegeben, die deutsche Kinofassung betrug 95 Minuten. In den 1980er Jahren wurde der Film auf Video herausgebracht und  später von der BPjS indiziert. Die Indizierung wurde im Dezember 2011 aufgehoben.
Il Nero – Haß war sein Gebet gilt allgemein als ungewöhnlicher Italo-Western, dessen Verlauf, möglicherweise auch durch Schnitte, nicht immer nachvollziehbar ist. Auch Musik, Kameraführung und viele, zum Teil sinnlose Gewaltszenen geben dem Film ein bizarres Erscheinungsbild.

## Wissenswertes
- Regisseur Claudio Gora besetzte die Rolle des Vincent mit seinem Sohn Carlo Giordana. Auch dessen Mutter Marina Berti spielt mit.
- Pippo Franco, der das Filmlied „L'Americana“ schrieb und sang, ist in einer Rolle als fahrender Musiker zu sehen.